# Neosadocus robustus
Neosadocus robustus is een hooiwagen uit de familie Gonyleptidae.